# Heinrich Raab (Politiker)
Heinrich Raab (* 3. November 1893 in St. Pölten; † 21. Dezember 1969 in Altdorf) war ein österreichischer Politiker (VF) und 22. Bürgermeister von St. Pölten.

## Leben
Heinrich Raab, zweiter Sohn der Baumeisterfamilie Wohlmeyer-Raab, wurde am 3. November 1893 in St. Pölten geboren. Er besuchte wie sein Bruder, der spätere Bundeskanzler Julius Raab, das Stiftsgymnasium Seitenstetten und das St. Pöltner Gymnasium. Gemeinsam mit dem Gymnasiasten Leopold Figl und seinem Bruder gründete er 1919 die Mittelschulverbindung Nibelungia St. Pölten. Danach studierte er in Wien Germanistik und Geschichte. Aus dem Ersten Weltkrieg kehrte der Kriegsfreiwillige als Oberleutnant zurück. Er begann als Lehrer am Stiftsgymnasium Mehrerau und wechselte 1921 an die Lehrerbildungsanstalt St. Pölten, wo er bis 1938 arbeitete. 
Politisch war geprägt von den Einflüssen seines Onkels Johann Wohlmeyer und Karl Lueger. Er wurde am 18. Februar 1934 zum kommissarischen Gemeindeverwalter bestellt, am 12. Dezember des Jahres wurde er vom ständisch gegliederten Gemeinderat zum Bürgermeister gewählt. Nach dem „Anschluss“ Österreichs verlor Raab alle Funktionen, erhielt Berufsverbot und wurde kurz Inhaftiert, woraufhin er das Land verließ. Er ging ins Exil ins Schweizer Altdorf, wo seine Frau herstammte. Dort lehrte er zehn Jahre am Kantonsgymnasium, bevor er Kultur- und Presseattaché der österreichischen Botschaft in Bern wurde.
Raab war seit dem Studium Mitglied der katholischen Studentenverbindung KaV Norica Wien.